# Stilobezzia festiva
Stilobezzia festiva är en tvåvingeart som beskrevs av Jean-Jacques Kieffer 1911. Stilobezzia festiva ingår i släktet Stilobezzia och familjen svidknott. Inga underarter finns listade i Catalogue of Life.